# Trifăuți, Soroca
Trifăuți este un sat din raionul Soroca, Republica Moldova.

## Istorie
Satul a fost menționat documentar pentru prima data în anul 1620:
„Noi Gașpar voievod. Înștiințare facem cu aciastă carte a noastră tuturor cui pe dânsa ar căuta sau citind rar asculta, iată această adevărată cinstit și credincios boiariul nostru dumnealui Nicoară mare vornic slujindu-ne cu dreptate și cu credință, l-am miluit dentru osăbită mila noastră în pământul nostru al Moldovei pe a lui drepte ocini și moșii de danii și de cumpărături satul, anume Măgura în ținutul Dorohoiului, care sat au fost drept domnescu ascultător de ocolul târgului Dorohoiului și iaste lui danie și miluire dela Ștefan Tomșa vodă.

Așejdire i-am dat și i-am întărit pe alt sat anume Trifăuții, în ținutul Sorocii, care sat au fost drept domnescu ascultător de târgul Sorocăi, care li iaste danie și miluiri pentru slujba sa și alta, ...

...

Iar pentru mai mare întăritură poruncit-am dumisale Ghenghia mare logofăt să scrie și să lege pecetea noastră la aciastă încredințată carte.

Leat 7128 <1620> Aprilie 12”

## Demografie
Conform recensământului populației din 2004, satul Trifăuți avea 1.005 locuitori: 996 moldoveni/români, 5 ruși, 3 ucraineni și 1 persoană cu etnie nedeclarată.

## Administrație și politică
Componența Consiliului local Trifăuți (9 consilieri), ales la 5 noiembrie 2023, este următoarea:
|  | Partid                                       | Consilieri | Componență | Componență | Componență | Componență | Componență |
|  | -------------------------------------------- | ---------- | ---------- | ---------- | ---------- | ---------- | ---------- |
|  | Partidul Socialiștilor din Republica Moldova | 5          |            |            |            |            |            |
|  | Partidul Acțiune și Solidaritate             | 4          |            |            |            |            |            |

## Personalități

### Născuți în Trifăuți
- Leonida Țurcan (n. 1894–?), funcționar public și politiciană moldoveană, membră a Sfatului Țării al Republicii Democratice Moldovenești.